# Bergverkstionde
Bergverkstionde var en svensk skatt, införd 1649.
År 1649 bestämdes att, efter vissa frihetsår, 1/10 av tillverkningen av koppar, silver och andra mineraler som alun, kobolt, rödfärg, svavel, vitriol med mera skulle tillfalla kronan. Stadgan bekräftades 1723. Namnet bergverkstionde tillkom dock först senare. År 1831 nedsattes skatten till 1/30 och upphörde för alun 1854. I övrigt upphörde skatten till största delen 1877.